# Умеренный дождевой лес
Уме́ренный дождево́й лес — дождевые леса в умеренном климате. Теплые влажные ветра с моря приносят обильные дожди, стимулирующие бурную растительность. Дождевые леса Новой Зеландии знамениты изобилием древовидных папоротников. Растительность американских дождевых лесов более характерна для умеренного климата, а стволы деревьев покрыты слоем мха. Распространены в Новой Зеландии и на северо-западе США. Умеренные леса занимают бо́льшую часть земного шара, однако умеренные дождевые леса встречаются только в нескольких регионах земного шара. Умеренные дождевые леса — это дождевые леса в умеренной зоне. Они встречаются в Северной Америке (на Тихоокеанском Северо-Западе, побережье Британской Колумбии и в Скалистых горах к востоку от Принс-Джордж), в Европе (прибрежные районы Ирландии и Шотландии, на юге Норвегии, западных Балканах вдоль Адриатического побережья, а также на северо-западе Испании и прибрежных районах Чёрного моря в Грузии, России, Абхазии и Турции), в Восточной Азии (в южном Китае, на Тайване, на большей части Японии и Кореи, а также на Сахалине и прилегающем к нему побережье Дальнего Востока России), в Южной Америке (юг Чили), а также в Австралии и Новой Зеландии.
Для того чтобы лес считался дождевым, необходима средняя температура от четырёх до двенадцати градусов, осадки 1400 мм в год. Тем не менее необходимое годовое количество осадков зависит от таких факторов, как распределение осадков в течение года, температура в течение года и наличие тумана, а потому определения в других странах значительно отличаются. Например, австралийское определения умеренных дождевых лесов скорее эколого-структурное, а не климатическое: лесной полог закрывает крайней мере 70 % неба, лес состоит в основном из древесных пород, не требующих пожаров для регенерации, зато сеянцы способны расти в тени и в естественных прогалинах в пологе. Последнее условие, например, исключает часть умеренных дождевых лесов западной части Северной Америки, поскольку для Псевдотсуги Мензиса, одного из его доминирующих видов деревьев, для начала роста нового поколения деревьев нужно уничтожения существующего. Североамериканское определение, в свою очередь, исключает часть умеренных дождевых лесов в других районах.